# Григоровщина (Черниговская область)
Григо́ровщина (укр. Григорівщина) — село, расположенное на территории Варвинского района Черниговской области (Украина) на левом берегу реки Удай.

## Известные жители и уроженцы
- Вьюницкий, Пётр Яковлевич (род. 1922) — Герой Социалистического Труда.